# Sala operatoria ibrida
Una sala operatoria ibrida è una sala operatoria dotata di dispositivi avanzati di imaging, quali intensificatori di brillanza o scanner per la tomografia computerizzata o per la risonanza magnetica nucleare. Tali dispositivi permettono procedure chirurgiche minimamente invasive, ovvero meno traumatiche per i pazienti.
Il chirurgo non ha pertanto bisogno di eseguire sul paziente le incisioni convenzionali per accedere alle parti del corpo da operare, potendo effettuare un cateterismo o l'inserimento di endoscopi attraverso piccole incisioni.

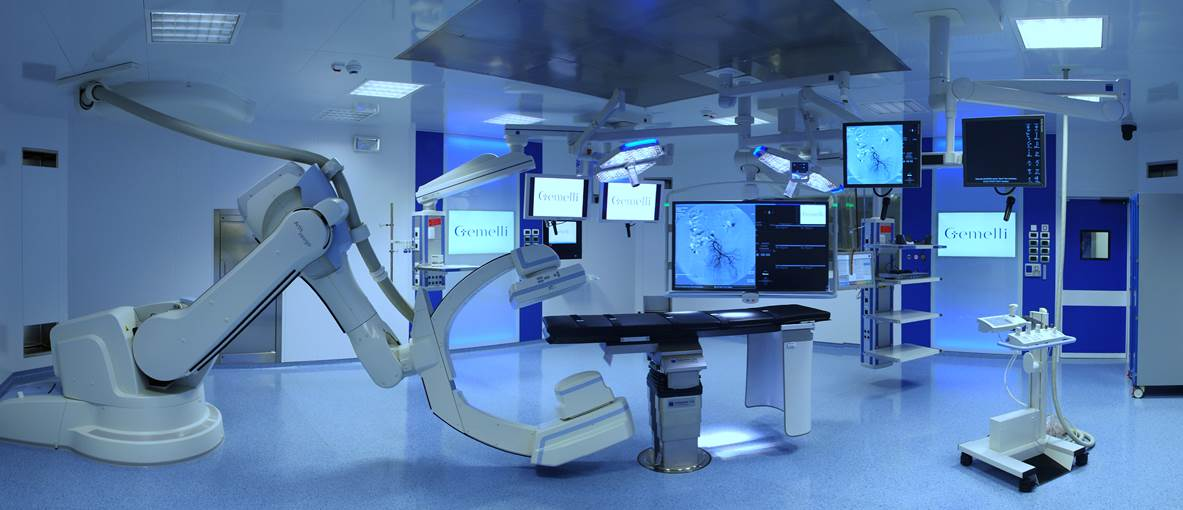
Sala operatoria ibrida per la chirurgia cardiovascolare del Policlinico Gemelli di Roma

## Localizzazione/ Organizzazione
Non solo l'utilizzo, ma anche il ruolo all'interno dell'ospedale di una sala operatoria di questo tipo è definibile come "ibrido". I diversi dipartimenti (radiologico, cardiologico, chirurgico) possono condividere la responsabilità nella gestione dell'imaging, della manutenzione e della pianificazione. Generalmente la localizzazione delle sale operatorie ibride è in prossimità di altre strutture chirurgiche, in modo da assicurare un'appropriata gestione del paziente ed un trasporto rapido.

## Flusso di lavoro
La progettazione di una sala operatoria ibrida coinvolge un numero considerevole di soggetti. Affinché tutte le procedure si possano svolgere correttamente, è necessario che tutte le unità coinvolte definiscano in modo chiaro le proprie esigenze: tali richieste influenzeranno il progetto e determineranno le risorse necessarie (spazio, equipaggiamento medico e di imaging).

## Infrastrutture
L'upgrade di una sala operatoria convenzionale a sala operatoria ibrida non è generalmente possibile, data l'elevata richiesta di spazio del braccio a C fisso e della workstation, senza contare la presenza di più personale contemporaneamente al lavoro. Una sala operatoria ibrida può contenere comunemente équipes formate da 8 fino a 20 persone, inclusi anestesisti, chirurghi, infermieri, tecnici, perfusionisti, specialist dei dispositivi da impiantare ecc. Le dimensioni raccomandate sono di almeno 70 metri quadri (stanza di controllo inclusa, ma esclusi gli ulteriori locali di supporto tecnico e le aree di preparazione del paziente). Ulteriori accorgimenti riguardano la schermatura in piombo (2-3 mm) della sala e il rinforzo del soffitto o del pavimento per garantire la tenuta a fronte dell'aumentato peso dei sistemi di imaging (approssimativamente 650–1800 kg).

### Luci, monitor e bracci
Una sala operatoria richiede due tipi di sorgenti luminose: le luci operatorie, almeno in numero di due, utilizzate per le procedure e le luci d'ambiente per le procedure interventistiche. È importante che la luce ambientale possa essere diminuita di intensità: ciò è particolarmente in corso di fluoroscopia o endoscopia. Per quanto attiene alle luci operatorie, invece, è importante che possano illuminare l'intera estensione del tavolo operatorio. Inoltre, esse non devono interferire con altri dispositivi all'interno della sala (per esempio, il braccio a C). Di solito sono posizionate al centro della sala, sopra il tavolo operatorio. Le moderne luci operatorie possono essere dotate di fotocamere o videocamere integrate.

### Sistemi di imaging
Il sistema di imaging più comunemente utilizzato in una sala operatoria ibrida è il "braccio a C". Bracci a C mobili sono insufficienti per gli scopi della sala operatoria ibrida, dal momento che la potenza limitata del tubo radiogeno influisce negativamente sulla qualità dell'immagine. Inoltre, il campo visualizzabile è di minori dimensioni e il sistema di raffreddamento dei bracci a C mobili porta l'unità a surriscaldamento in tempi non compatibili con la lunga durata di procedure ibride complesse.
I bracci a C fissi non hanno tali limitazioni, ma richiedono più spazio. Possono essere montati sul pavimento, al soffitto o ad entrambi. Alcuni ospedali non permettono l'installazione di parti in movimento direttamente al di sopra del campo operatorio, per il rischio di caduta di polvere con conseguente rischio infettivo. 
Dal momento che i bracci a C montati al soffitto includono parti in movimento aeree e dato il loro effetto negativo sul flusso laminare dell'aria all'interno della sala operatoria, potrebbero non essere l'opzione ideale per ospedali alla ricerca dei più alti standard igienici. (see also and, both German only)
Ci sono ulteriori fattori considerare nella scelta tra sistemi da soffitto o da pavimento. I primi richiedono molto spazio a livello del soffitto e riducono di fatto la libertà di installazione di luci o bracci chirurgici. Ciò nonostante, molti ospedali preferiscono sistemi da soffitto per la loro possibilità di coprire l'intero corpo con una maggiore flessibilità e senza la necessità di muovere il tavolo operatorio. Il movimento del tavolo operatorio, infatti, può essere problematico in corso di chirurgia per via della necessità di muovere di concerto i numerosi cateteri e le vie di infusione e monitoraggio del paziente. D'altra parte, però, il movimento del braccio a C dalla posizione "di parcheggio" alla posizione "di lavoro" è più facile nei sistemi da pavimento e non interferisce con la postazione dell'anestesista (al contrario di quanto avviene nei sistemi da soffitto).

#### Tecniche di imaging con fluoroscopio digitale fisso ("braccio a C")

##### Fluoroscopia digitale ed acquisizione dei dati
La fluoroscopia utilizza l'emissione continua di raggi x allo scopo di guidare, con immagini dal vivo in tempo reale, la progressione di un catetere radiopaco (o di un altro dispositivo) entro il corpo umano. La visualizzazione di dettagli anatomici richiede immagini di elevata qualità. In particolare, la visualizzazione delle strutture cardiache in movimento (in caso di procedure cardiovascolari) richiede un elevato frame rate (30f/s, 50 Hz) ed un'elevata intensità dei raggi (almeno 80 kV). Tale qualità di immagini può essere generata solo da sistemi angiografici fissi ad elevata potenza, e non da bracci a C mobili.
I sistemi angiografici dispongono di una modalità "di acquisizione", in corso della quale le immagini acquisite vengono automaticamente immagazzinate nel sistema di acquisizione, per poi essere caricate un archivio. Tale modalità è impiegata a scopo diagnostico o di refertazione, mentre la modalità angiografica standard è usata essenzialmente nella guida dello spostamento dei device e del riposizionamento del campo visivo. L'acquisizione dei dati è la base di tecniche avanzate di imaging quali l'angiografia a sottrazione digitale e l'angiografia rotazionale.
La modalità di acquisizione richiede una dose di raggi X fino a 10 volte maggiore rispetto alla fluoroscopia standard. Pertanto, i tempi di acquisizione andrebbero ridotti al minimo.

##### Angiografia rotazionale
L'angiografia rotazionale permette di acquisire immagini tridimensionali intraoperatorie simili alla tomografia computerizzata, mediante l'utilizzo di un fluoroscopio montato su un braccio robotizzato ("braccio a C"). A tale scopo, il braccio a C ruota intorno al paziente ed acquisisce una serie di proiezioni che vengono esportate e ricostruite in formato tridimensionale.

##### Angiografia a sottrazione digitale
L'angiografia a sottrazione digitale (DSA) è una modalità di imaging bidimensionale che permette la visualizzazione di vasi sanguigni nel corpo umano .
La medesima sequenza di una determinata proiezione viene acquisita prima e dopo l'iniezione di mezzo di contrasto nel vaso da studiare. Un software digitale combina le due immagini sottraendo le informazioni derivanti dalla prima acquisizione, permettendo così la rimozione delle strutture di sfondo (le ossa, per esempio) ed una visualizzazione più nitida del vaso sanguigno riempito dal mezzo di contrasto.
Un'applicazione avanzata della DSA è il cosiddetto "road mapping": determinata la posizione ottimale del braccio a C, l'immagine della DSA con la miglior visualizzazione del vaso sanguigno viene selezionata come "maschera". Tale maschera, fissa, viene sovrapposta alla fluoroscopia in tempo reale, permettendo una migliore visualizzazione delle piccole e complesse strutture vascolari ed eliminando la distrazione derivante dai tessuti sottostanti, facilitando il posizionamento di cateteri o dispositivi di altro genere.

##### Registrazione 2D/3D
I sistemi angiografici moderni non sono utilizzati solo per l'imaging, ma sono in grado di supportare il chirurgo guidando la procedura sulla base delle informazioni 3D acquisite in corso di angiografia rotazionale pre-operatoria o intra-operatoria. Ciò presuppone un'associazione ben precisa tra i dati 3D immagazzinati ed il paziente fisicamente presente sul tavolo operatorio, gestita da software dedicati.
Le immagini tridimensionali dell'angiografia rotazionale vengono estrapolate a partire da un set di proiezioni acquisite durante la rotazione del braccio a C intorno al paziente. La ricostruzione del volume è generata da una workstation dedicata e separata, in continua comunicazione con il braccio a C. Per esempio, se l'operatore alla workstation ruota la ricostruzione tridimensionale allo scopo di osservare l'anatomia del paziente da una determinata prospettiva, la medesima posizione viene trasmessa al braccio a C, che si muove intorno al paziente e può offrire un'immagine fluoroscopica da una prospettiva perfettamente corrispondente.
Tramite un codice colore, l'immagine 3D generata in angiografia rotazionale può essere sovrapposta all'immagine fluoroscopica ottenura in tempo reale. Ogni piccola modifica dell'angolazione del braccio a C da parte dell'operatore viene analizzata dalla workstation e tradotta nel medesimo cambio di angolazione dell'immagine 3D, in modo tale che questa corrisponda esattamente alla visione fluoroscopica in tempo reale. Senza la somministrazione di ulteriore mezzo di contrasto, l'operatore è in grado di seguire in fluoroscopia il movimento dei cateteri entro l'immagine 3D "virtuale" dei vasi sanguigni immagazzinata e generata in continuo dalla workstation.

###### Guida in corso di impianto di protesi valvolari aortiche transcatetere (TAVI)
Un impianto di protesi valvolare aortica transcatere (TAVI) scevro da complicanze presuppone l'esatto posizionamento del dispositivo nella radice aortica. Una buona visione fluoroscopica con angolazione perpendicolare alla radice aortica è essenziale. Sono state sviluppate applicazioni specifiche in grado di suggerire all'operatore l'angolo ottimale di visualizzazione in fluoroscopia, o perfino di guidare automaticamente il braccio a C nella posizione ottimale. Alcune di queste applicazioni si basano su acquisizioni TAC precedenti, ma possono risultare subottimali in caso di variazioni anatomiche tra il momento dell'acquisizione TAC e la situazione del paziente al momento della procedura. Al contrario, algoritmi basati sulle ricostruzioni 3D generate dal sistema angiografico in tempo reale possono semplificare la procedura e ridurre la possibilità di errore.

##### Imaging funzionale intraoperatorio
I miglioramenti nella tecnologia dei bracci a C permettono oggigiorno la visualizzazione del flusso sanguigno intraparenchimale. La combinazione di angiografia rotazionale, protocolli di iniezione del mezzo di contrasto e algoritmi di ricostruzione dedicati, per esempio, permettono di visualizzare il flusso sanguigno nel parenchima cerebrale.

#### Tecniche di imaging con tomografia computerizzata (TC)
Un dispositivo per l'acquisizione di immagini TC montato sul soffitto può scorrere intorno al tavolo operatorio e supportare procedure complesse di chirurgia cerebrale, spinale, o in caso di pazienti politraumatizzati, fornendo informazioni aggiuntive. Il Johns Hopkins Bayview Medical Center in Maryland ha riportato un miglioramento dei risultati nei pazienti politraumatizzati, concretizzatosi in un miglioramento della sicurezza per il paziente, in una riduzione del tasso di infezioni, ed in una riduzione del rischio globale di complicanze.

### Tavolo operatorio
La selezione del tavolo operatorio dipende dal tipo di utilizzo primario del sistema e la scelta è un compromesso tra i requisiti interventistici e chirurgici. Gli interventisti utilizzano tavoli non segmentati, flottanti, mentre i chirurghi prediligono tavoli segmentati, che assicurino un posizionamento flessibile del paziente. Ai fini dell'imaging, è necessario che il tavolo sia radiotrasparente. Tavoli flottanti specifici per chirurgia con la possibilità di inclinazione verticale e laterale possono essere il giusto compromesso tra le esigenze di interventisti e chirurghi. 
La posizione del tavolo operatorio nella sala ha un impatto sul flusso di lavoro. La posizione diagonale del tavolo consente generalmente di guadagnare spazio e flessibilità, permettendo di accedere al paziente da tutti i lati.

## Radioprotezione
I raggi X sono radiazioni ionizzanti, pertanto l'esposizione ad essi può essere dannosa. I bracci a C fissi utilizzati nelle sale operatorie ibride lavorano ad un livello di energia più elevato rispetto ai dispositivi mobili, il che corrisponde ad una maggiore dose radiante. Ai fini della sicurezza dell'operatore e del paziente, è importante monitorare correttamente la dose di radiazioni in sala ibrida. Le misure di protezione vanno dai dispositivi di protezione individuale applicati sul tronco e sul collo (per proteggere la ghiandola tiroide) agli occhiali protettivi. La sala dispone inoltre di pannelli di vetro sospesi al soffitto e schermi di piombo.

## Discipline chirurgiche
Le sale operatorie ibride sono usate principalmente in cardiochirurgia, chirurgia vascolare e neurochirurgia, ma possono essere utili per svariate altre discipline chirurgiche.

### Cardiochirurgia e chirurgia vascolare
Le funzionalità di imaging di una sala operatoria ibrida possono risultare utili nella riparazione di valvole cardiache disfunzionanti, per l'esecuzione di interventi di rivascolarizzazione ibrida (ovvero l'associazione di bypass aorto-coronarico a cuore battente e angioplastica coronarica e per il trattamento di aritmie cardiache. La cosiddetta "cardiochirurgia ibrida" (ovvero l'associazione di tecniche chirurgiche mininvasive e tecniche percutanee) è un campo in espansione.
La diffusione dei sistemi angiografici nelle sale operatorie di chirurgia vascolare è stata promossa in modo sostanziale dalla possibilità di eseguire il trattamento endovascolare di determinati aneurismi aortici.
Una sala operatoria ibrida, infatti, permette l'esecuzione di complesse procedure endovascolari aortiche in completa sicurezza.. Il sistema di imaging è utile non solo per la guida il controllo del posizionamento della protesi endovascolare, ma anche per la pianificazione della procedura, giovandosi dell'angiografia rotazionale intraoperatoria.

### Neurochirurgia
La sala operatoria ibrida può essere utile in interventi di fusione spinale  o di embolizzazione di aneurismi intracranici. In entrambi i casi, sono riportati miglioramenti nei risultati operatori.

### Chirurgia toracica e procedure endobronchiali
Di recente, le sale operatorie ibride sono state utilizzate anche per la diagnosi e il trattamento di noduli polmonari di piccole dimensioni. L'imaging avanzato intraoperatorio offre il vantaggio di conoscere con precisione la posizione dei noduli, specialmente nel caso di tumori di piccole dimensioni, metastasi e/o pazienti con ridotta funzione respiratoria. Tutto ciò si traduce in una precisa navigazione in corso di biopsie o resezioni in toracoscopia videoassistita. In queste procedure, l'imaging intraoperatorio va a compensare la perdita di sensibilità tattile da parte dell'operatorie.

### Chirurgia ortopedica e traumatologia
Sistemi angiografici con elevata risoluzione spaziale e largo campo visivo permettono un imaging di precisione in grado di garantire un posizionamento estremamente accurato dei mezzi di sintesi anche in caso di fratture ossee complesse (pelvi, calcagno o piatto tibiale), riducendo l'incidenza di malposizionamento, revisione chirurgica e lesioni nervose riportate nelle tecniche mininvasive convenzionali.(Malposition and revision rates of different imaging modalities for percutaneous iliosacral screw fixation following pelvic fractures: a systematic review and meta-analysis). Ulteriori procedure ottimizzabili in sale operatorie ibride sono le procedure di chirurgia per patologie degenerative spinali, fratture spinali traumatiche, oncologiche o chirurgia della scoliosi.

### Politraumi
Pazienti con massivo sanguinamento a seguito di traumi stradali, esplosioni, ferite d'arma da fuoco o dissecazione aortica necessitano di trattamento immediato per arrestare l'emorragia potenzialmente fatale. La sala operatoria ibrida permette il trattamento contemporaneo "open" ed endovascolare delle lesioni.